# 마이클 모리아티
마이클 모리아티(영어: Michael Moriarty, 1941년 4월 5일 ~ )는 미국과 캐나다의 배우이다. 1974년 연극 《Find Your Way Home》으로 제28회 토니상 연극 부문 남우주연상을 수상하였으며, NBC 미니시리즈 《Holocaust: The Story of the Family Weiss》(1978)로 에미상과 골든 글로브상을 받았다.
NBC 드라마 《로앤오더: 범죄 전담반》(1990-94)의 지방검사보 벤저민 스톤 역으로 잘 알려져 있으며 이를 통해 1991년 제43회부터 1994년 제46회까지 4년 연속 프라임타임 에미상 드라마 시리즈 부문 남우주연상 후보에 올랐으며 1994년 제51회 골든 글로브상 동일 부문 후보에도 지명되었다.

## 출연 작품

### 영화
- 대야망 (1973)
- 마지막 지령 (1973)
- 플라잉 킬러 (1982)
- 악몽의 미로 (1982)
- 페일 라이더 (1985)
- 제3의 공포 (1985)
- 트롤 (1986)
- 다크 타워 (1987)
- 사령 전설 (1987)
- 금단의 섬 (1987)
- 커리지 언더 파이어 (1996)
- 스파이더 게임 (2001)
- 네버워즈 (2005)

### 텔레비전
- Holocaust: The Story of the Family Weiss (1978)
- 맨하탄의 사나이 (1987)
- 로앤오더: 범죄 전담반 (1990-94)
- 천사의 손길 (1998)
- 테이큰 (2002)
- The 4400 (2004)
- 마스터즈 오브 호러 (2006)